# Дравско (езеро)
Вижте пояснителната страница за други значения на Дравско.
Дравско (на полски: Drawsko) е езеро в Полша, в Западнопоморско войводство.
Площта на езерото е 1781,5 ha. Водният обем е 331 443 500 m3. Размерът на езерото е 10,6 × 6,6 km. Максималната дълбочина е 79,7 m, а средната дълбочина – 17,7 m.

## Местоположение
През езерото тече река Драва. На Дравско е разположен град Чаплинек. В езерото са разположени 12 острова: Белава, Лелюм, Полелюм, Мокра, Шродкова, Заходня, Багенна, Самотна, Джика (Боброва), Журавя, Чапля, Кача.